# Seeket Madputeh
Seeket Madputeh (tiếng Thái: ซีเกต หมาดปูเต๊ะ; sinh ngày 9 tháng 3 năm 1989), còn được biết với tên đơn giản Ket (tiếng Thái: เกต), là một cầu thủ bóng đá từ Thái Lan. Anh hiện tại thi đấu cho PT Prachuap  ở Thai League 2.